# Business school
Una business school è una scuola di specializzazione, in genere post-universitaria, in ambito economico e commerciale. Tali scuole possono anche essere conosciute come School of Management, School of Business.
Gli insegnamenti tipici sono: contabilità, amministrazione, economia, imprenditoria, finanza, gestione delle risorse umane, sistemi informativi, logistica, marketing, psicologia organizzativa, comportamento organizzativo, relazioni pubbliche e metodi di ricerca e immobiliare.

## Esempi dibusiness school
- Booth School of Business
- Columbia Business School
- ESCP Business School
- Harvard Business School
- HEC Paris
- IESE Business School
- INSEAD
- London Business School
- SDA Bocconi School of Management
- Luiss Business School
- Università di San Gallo
- Wharton School of the University of Pennsylvania
- Venice School of Management

## Associazioni dibusiness school
- CEMS
- International Partnership of Business Schools
- ASFOR, Associazione Italiana per la Formazione Manageriale